# Slavomír Hořínka
Slavomír Hořínka (* 17. prosince 1980 Valašské Meziříčí) je český hudební skladatel. Působí jako docent na katedře skladby Hudební a taneční fakulty Akademie múzických umění v Praze (HAMU).

## Studium
Vystudoval housle na Konzervatoři Pardubice a následně skladbu na HAMU ve třídě prof. Ivana Kurze. V roce 2008 získal doktorát pod vedením prof. Hanuše Bartoně.
Jeho díla pravidelně uvádí Orchestr BERG a zazněla také v podání Česká filharmonie, Komorní filharmonie Pardubice, Benewitzovo kvarteto, Moens Emsemble, souboru Capella Mariana, Solamente Naturali a dalších domácích i zahraničních těles. Spolupracuje také s předními sólisty (např. Sophia Jaffé, Barbora Sojková, Tomáš Král, Tomáš Jamník). Od roku 2006 působí pedagogicky na katedře skladby Hudební a taneční fakulty AMU v Praze. Věnuje se také vedení netradičních kompozičních workshopů pro děti.

## Ocenění
- 2003 – Generace – absolutní vítěz + cena Janáčkova máje (Dva listy z Manjóši)
- 2004 – Cena Gideona Kleina (Širej ahava)
- 2004 – Generace - 1. cena (Širej ahava)
- 2007 – Výroční cena OSA v kategorii „Nejúspěšnější mladý autor vážné hudby“
- 2008 – cena Josefa Hlávky za skladbu ...numquam excidit...
- 2010 – cena NUBERG za skladbu Lacrimosa
- 2015 – Cena předsedy poroty v soutěži České filharmonie (Kapesní průvodce letem ptáků)
- 2017 – Special Award for Czech Composition in Musica Nova Competition (Rány zářící)